# 脇菜々香
脇 菜々香（わき ななか、1996年8月10日 - ）は、日本の元女性タレント。
大阪府出身。
NHK教育『天才てれびくんMAX』2009年度 - 2010年度てれび戦士として知られている。ニックネームは「ワッキー」。

## 略歴
- 2005年 - キャレス大阪校在学中にヴィジョンファクトリーと養成契約[2][3]、CUTE×BEAT少女歌劇団のメンバーとして活動。
- 2013年 - ヴィジョンファクトリーとの養成契約終了。
- 2014年 - アミューズに所属。
- 2015年3月 - キャレス大阪校を卒業[4]。
- 2015年4月 - 大学進学と同時に上京し、虎姫一座研究生として活動を開始し、2016年5月、準メンバーに昇格[5]。
- 2017年11月30日 - 学業に専念する為、虎姫一座退団。芸能界からも引退[6][7]。
- 2019年4月 - RKB毎日放送でディレクターとして勤務。
- 2023年2月 - twitterで転職したことを明らかにした。

## 出演

### バラエティ
- 天才てれびくんMAX（2009年 - 2011年、NHK教育） - てれび戦士

### テレビドラマ
- 三毛猫ホームズの推理（2012年5月19日、日本テレビ） - 津川旬子（少女期） 役※写真のみ

### 舞台
- よしもとラフシアタープロジェクト演劇公演「天使は瞳を閉じて」（2013年） - テンコ 役
- 脇菜々香キャレス卒業記念お芝居公演「つけ口」（2015年）

### 虎姫一座
- これが浅草レヴュー「虎姫一座」だ!〜60年代を突っ走れ!〜（2015年 - 2016年）
- 虎姫一座のTHANK YOU FOR THE MUSIC（2016年）
- これが浅草レヴュー「虎姫一座」だ!〜復活！シャボン玉だよ!牛乳石鹸!!〜（2016年 - 2017年）
- これが浅草レヴュー「虎姫一座」だ!〜VIVA! 昭和歌謡カーニバル!!〜（2016年 - 2017年）
- これが浅草レヴュー「虎姫一座」だ!〜70年代の奇跡『微笑がえし』〜（2017年）

### RKB毎日放送担当番組
- 今日感テレビ
- 今夜は、おしものハナシさせてください－2021年6月23日、12月29日
- アブノーベルSHOW これがまさかの大発見！？-2022年7月10日
- タダイマ!-2022年10月時点

### RKB毎日放送入局後ラジオ出演
- 服部さやかのシュンすぎ（ 2022年10月6日、RKBラジオ） - ゲスト・イベント告知

### CM
- アイロボット社、ルンバ みんな任せろ!編（2011年）

## 書籍

### 雑誌連載
- ニコ☆プチ（新潮社） - 専属モデル